# Liste der Monuments historiques in Villeneuve-sur-Allier
Die Liste der Monuments historiques in Villeneuve-sur-Allier führt die Monuments historiques in der französischen Gemeinde Villeneuve-sur-Allier auf.

## Liste der Bauwerke
| Bezeichnung        | Beschreibung | Standort | Kennzeichnung | Schutzstatus           | Datum          | Bild           |
| ------------------ | --- | -------- | ------------- | ---------------------- | -------------- | -------------- |
| Domaine de Balaine | Schloss, im Kern aus dem 17. Jahrhundert, im 19. Jahrhundert umgestaltet, mit neugotischer Kapelle und Museum, zwischen 1885 und 1890 erbaut; Parkanlage (Arboretum de Balaine) mit Pavillon, Aussichtspunkt, japanischer Brücke und Orangerie, ab 1804 durch Aglaé Adanson angelegt | (Lage)   | PA00093423    | Classé                 | 1993           | weitere Bilder |
| Château du Riau    | Schloss, erbaut im 16. Jahrhundert | (Lage)   | PA00093372    | Inscrit Classé Inscrit | 1946 1977 1991 | weitere Bilder |

## Liste der Objekte
| Bezeichnung                                                                  | Beschreibung                | Standort                        | Kennzeichnung | Schutzstatus | Datum | Bild |
| ---------------------------------------------------------------------------- | --------------------------- | ------------------------------- | ------------- | ------------ | ----- | ---- |
| Skulptur Marie-Joseph de Malden de la Bastille, Ehefrau von Edouard de Conny | Bronzeguss, 1877            | auf dem Friedhof (Lage)         | PM03001785    | Inscrit      | 2016  |      |
| Skulptur der heiligen Katharina                                              | Stein, 15. Jahrhundert      | in der Kirche Notre-Dame (Lage) | PM03000584    | Classé       | 1918  |      |
| Gemälde Kreuzigung                                                           | 1638, nach Hans von Aachen  | in der Kirche Notre-Dame (Lage) | PM03000587    | Classé       | 1977  |      |
| Glocke                                                                       | Bronze, 1617 gegossen       | in der Kirche Notre-Dame (Lage) | PM03000585    | Classé       | 1918  |      |
| Zwei Bas-Reliefs                                                             | Eichenholz, 17. Jahrhundert | in der Kirche Notre-Dame (Lage) | PM03000586    | Classé       | 1958  |      |